# عديمات الكساء
عديمات الكساء أو الأنيميات (الاسم العلمي: Anemiaceae)، فصيلة نباتات سرخسية من رتبة المشققات. تضم جنسين فقط، عديمة الكساء ومُهريا، على الرغم من أن المُهريا يتم تضمينها أحانًا في جنس عديمة الكساء.